# 고드프리 해럴드 하디
고드프리 해럴드 하디(영어: Godfrey Harold Hardy, 1877년 2월 7일~1947년 12월 1일)는 영국의 저명한 수학자이다. 영국 잉글랜드의 서리주에서 태어났고, 70세로 사망할 때까지 존 이든저 리틀우드, 스리니바사 라마누잔 등의 저명한 수학자들과 협력해서 수학계에 큰 공헌을 했다. 특히, 해석적 정수론 분야에서 많은 업적을 남겼다. 하디는 이러한 많은 업적들을 세간에서 인정받아, 1910년에는 왕립학회에 가입해서 정회원이 되기도 하였다.

## 생애

### 성장기
고드프리 해럴드 하디는 1877년 2월 7일 잉글랜드 서리주 크랜래이에서 교사인 부모들 사이에서 태어났다. 그의 아버지 아이작 하디는 크랜래이 학교의 회계 감사원이자 미술 관장이었고, 어머니 소피아는 링컨 트레이닝 칼리지에서 고위 교원이었다. 부모 둘 다 수학적으로 재능이 있었으나, 가난한 가정 형편 때문에 대학 교육을 받지 못했다고 한다.
하디는 어려서부터 수학에 관해서 남다른 재능과 관심을 보였다. 하디는 2살 때 이미 백만 자리까지의 수들을 쓸 수 있었고, 교회에 갈 때는 찬송가 번호를 소인수 분해하기를 즐겼다. 그는 개인 교습을 받으며, 남들보다 대략 5년 이른 13살의 나이로 크랜래이 학교를 전체 2등의 우수한 성적으로 졸업하였다. 그 후, 하디는 수학적 재능을 인정받아서 윈체스터 고등학교에 장학금을 받으면서 입학하였고, 1896년에는 케임브리지 대학교 트리니티 칼리지 수학과에 입학하였다. 1903년 영국에서 석사 학위를 수료하였고, 1906년부터 케임브리지 대학교 트리니티 칼리지 수학과에서 조교수로 일하게 되었다. 1919년 케임브리지 대학교 생활에 지친 하디는 옥스퍼드 대학교 기하학 사빌리안 석좌교수로 직장을 옮겼다.

### 업적
하디는 영국 수학에 활기를 불러 일으켜 당시 앞서 있던 프랑스, 스위스, 독일 수학을 따라 잡는 발단이 된 것으로 평가 받는다. 당시 영국 수학은 아이작 뉴턴의 명성에 구속된 고전적인 응용 수학에 머물러 있었다. 하디는 프랑스 수학에서 우세했던 논법에 관심이 깊었으며, 특히 당시 케임브리지 대학 수학에서 지배적이었던 유체 역학을 거부하고 적극적으로 자신의 순수 수학적 개념을 발전시켰다.
1911년부터 존 이든저 리틀우드와 해석학과 해석적 정수론에 관한 공동 연구를 진행하였다. 이는 곧 하디-리틀우드 원형법의 웨어링의 문제의 개발에 이르렀다. 그들은 소수 이론에서 다양한 명제들과 조건적 명제들을 증명하여 추측계로서의 정수론을 개발하였고, 이의 대표적인 예가 제 1과 제 2 하디-리틀우드 가정이다. 하디와 리틀우드의 공동연구는 수학사에서 가장 성공적이고 유명한 공동연구 사례들 중 하나이다. 심지어 1947년 덴마크의 수학자인 하랄드 보어(덴마크어: Harald Bohr, 닐스 보어의 동생)는 강의 중 이렇게 말했다.
| “ | 요즘 잉글랜드에는 진정 뛰어난 수학자가 세 명밖에 없습니다. 이는 하디, 리틀우드, 그리고 하디-리틀우드이죠. Nowadays, there are only three really great English mathematicians: Hardy, Littlewood, and Hardy-Littlewood. | ” |

한 일화로, 독일에서 어느 수학자가 ‘리틀우드’가 하디의 익명인 줄 알았는데 사실 실존하는 사람이란 사실을 알고 놀랐다고 한다. 혹자는 이 수학자가 노버트 위너와 에드문트 란다우라고 한다.
하디와 라마누잔과의 공동연구 또한 역사적인 사례이다. 1913년에 하디는 라마누잔이 인도에서 보내온 연구노트를 보고 단번에 라마누잔의 천재성을 확인하였다. 그래서 하디는 라마누잔을 케임브리지 대학으로 데려와 공동연구를 진행하였고, 결국 5개의 탁월한 논문을 산출하였다.
앨런 튜링 또한 하디가 케임브리지 대학에 있을 당시 그의 고급 강좌나 수업을 들으며 많은 조언을 구했다
또, 하디는 1908년에 집단유전학의 기초 원리인 하디-바인베르크 평형을 바인베르크와 별개로 공식화한 것으로 유명하다. 하디는 결국 의도치 않게 응용 수학의 한 분야의 창시자가 되었다.
하디의 논문들은 옥스퍼드 대학교 출판사에 의해 7권의 분권으로 출판되었다.
하디의 가장 유명하고 뛰어난 업적은 리만 가설의 역을 증명했다는 것이다. 그는 1914년 제타 함수 근의 특이선 위에 무수히 많은 근이 존재함을 보였다.

### 순수 수학
세계 대전에서 수학이 군사 목적으로 사용된 것에 대한 반감 때문에, 하디는 자신의 연구를 순수 수학으로 간주하였다. 하디는 그의 저서에서 이런 말을 하였다.
| “ | 나는 지금까지 ‘실용적’인 것을 해 본 적이 한 번도 없다. 나의 그 어떤 발견도, 직접적으로나 간접적으로나, 선을 위해서나 악을 위해서나, 이 아름다운 세상을 변화시키지 않았고 앞으로도 변화시키지 않을 것이다. I have never done anything ‘useful’. No discovery of mine has made, or is likely to make, directly or indirectly, for good or ill, the least difference to the amenity of the world. | ” |

그러나 집단유전학 분야의 하디-바인베르크 원리를 발견한 것 외에도, 하디와 그의 공동연구자 라마누잔이 발견한 하디-라마누잔 점근 공식은 물리에서 광범위하게 사용되어 닐스 보어에 의해 원자핵의 양자 분배 함수를 찾는 데도 적용되었고, 상호작용 불가한 보스-아인슈타인 계의 열역학적 함수들을 유도하는 데에 사용되었다.
결국 하디는 자신의 저서에서 말하기를, 순수 수학과 응용 수학을 구분 짓는 것은 그것의 실용성이 아니라고 한다. 그는 물리적 세계로부터 독립적인 수학을 “순수”하다고 하지만, 맥스웰과 아인슈타인과 같은 몇몇의 “응용” 수학자들 또한 그들의 연구가 미적 가치가 있고 수천년간 무수한 사람들에게 영원히 만족감을 준다는 면에서 “진실”된 수학자들이라고 했다.

### 성격 및 인격
하디는 사회 활동으로 “블룸스버리 단체”와 “케임브리지 선도자들”에 속하였고, 조지 에드워드 무어, 버트런드 러셀, 존 케인즈와 친구 사이였다. 또한, 그는 또다른 친구였던 찰스 스노와 함께 열광적인 크리켓 팬이었다.
하디는 어릴 적부터 매우 소극적이고 독특하면서도 차가운 삶을 살았다. 학창 시절에 그는 거의 모든 과목에서 상위권이었으며 여러 상을 받았다. 하지만 그는 전교생들 앞에서 상을 받는 것을 몹시 싫어했을정도로 소극적이었다고 한다. 또 그는 처음 보는 사람을 만나고 소개받는 것을 꺼려했다고 한다. 그는 거울 속 자신의 얼굴을 쳐다보는 것조차도 싫어하였고, 그래서 심지어는 호텔 방에 들어갔을 때 가장 먼저 모든 거울들을 수건으로 가렸다고 한다 그가 거울 속 자신의 얼굴을 쳐다보는 것을 꺼려하였던 이유는 수학자로서 나이가 들어간다는 것은 아이디어를 점점 많이 내는 것이 불가능하다는 것을 알고 있었기에 스스로 늙어가고 있다는 것을 부정하기 위해서였다.. 또한 하디는 사진 찍히는 것을 도저히 견디지 못했기 때문에 현존하는 그의 사진은 5장에 불과하다.
하디는 무신론자였다. 하지만 모순적이게도 하디는 신을 이용하고 약올리고자 하는 장난을 많이 쳤다. 예컨대 하디의 덴마크 여행 중, 그는 자신이 리만 가설을 증명했다고 거짓으로 엽서에 적어 친구들에게 보냈다. 하디는 페르마가 그의 “마지막 정리”로 큰 명성을 얻었지만, 신은 하디에게 그런 행운의 복을 주지 않을 것이므로 무사히 배를 타고 되돌아갈 수 있을 것이라 생각한 것이다. 또, 그는 가끔 크리켓 경기장에 두꺼운 스웨터 여러 겹, 우산, 여러 수학 자료들 등을 챙기고 나타나곤 했는데, 이는 신이, 자신이 비가 와서 수학 공부를 하게 되기를 바란다는 것으로 착각하여 맑고 깨끗한 하늘을 만들어서 크리켓 경기를 즐기기 위함이었다고 한다. 하루는 크리켓 경기를 관람하던 중 반대편에 앉은 목사의 목에 있던 십자가에 빛이 반사되어 경기가 중단되고 심판이 목사에게 십자가를 잠시 벗어줄 것을 요청하자, 크리켓이 신을 이겼다며 친구에게 기쁨의 엽서를 보내었다고 한다.
비공식적으로, 그가 동성애자였다는 설이 있다.

## 주요 저서
- Hardy, G. H. (1940). A Mathematician's Apology. Cambridge: University Press. ISBN 978-0-521-42706-7 (2004 reissue)..
- Hardy, G. H. (1940) Ramanujan, Cambridge University Press: London (1940). Ams Chelsea Pub. (November 25, 1999) ISBN 0-8218-2023-0.
- Hardy, G. H.; Wright, E. M. (2008) [1938]. Heath-Brown, D. R.; Silverman, J. H.. eds. An Introduction to the Theory of Numbers (6th ed.). Oxford: Oxford University Press. ISBN 978-0-19-921985-8.
- Hardy, G. H. (1952) [1908]. A Course of Pure Mathematics (10th ed.). Cambridge: University Press. ISBN 978-0-521-72055-7 (2008 reissue)
- Hardy, G. H. (1949). Divergent Series. Oxford: Clarendon Press. xvi+396. ISBN 978-0-8218-2649-2. MR0030620
- Hardy, G. H.; London Mathematical Society (1966). Collected papers of G.H. Hardy; including joint papers with J.E. Littlewood and others. Oxford: Clarendon Press. ISBN 0-19-853340-3. OCLC 823424.

## 같이 보기
- 리만 가설
- 스리니바사 라마누잔